# Харчові консерванти
Консерванти — речовини, які перешкоджають мікробній, ферментній і окислювальній деградації їжі. Деякі консерванти можуть одночасно бути і антиокислювачами, а деякі — і як додатковий харчовий субстрат (наприклад, цукор), що підвищує харчову цінність консервованих продуктів.
У харчовій промистовості, харчові продукти і сировина для них піддаються короткочасному чи тривалому зберіганню, яке залежить від ферментативного псування (під впливом власних ферментів), або мікробіологічного псування — ферментами мікроорганізмів. З метою подовження терміну зберігання поживної цінності харчового продукту їжу консервують за допомогою різних технологічних методів. Застосування консервуючих речовин (консервантів) — один з них. Консервуючі речовини зупиняють процеси розкладання, що протікають у неживих клітинах, а також знижують активність метаболічних процесів у живих клітинах. Дія консервантів спрямована безпосередньо на клітини мікроорганізмів — уповільнення ферментативних процесів, синтезу білка, руйнування клітинних мембран. Традиційними консервантами для харчових цілей були: оцет, цукор і солі.

## Класифікація. Токсичність
Консерванти належать до різних класів хімічних сполук. Проте, усі консерванти можна поділити на дві групи:
— група біогенних консервантів — сполуки, які синтезуються у біологічних системах, беруть участь у метаболічних процесах і їх утилізують ферментні системи організму.
— група абіогенних консервантів — сполуки, які в біологічних системах не
синтезуються. Їх метаболізм у живих організмах можливий, але продукти, що
утворяться, інколи можуть бути токсичні. Оскільки деякі з абіогенних сполук здатні накопичуватися в організмі, спричиняючи інтоксикацію, — їх використовують для консервування
біогенних систем з великою обережністю.
Перед використанням консерванти перевіряють (слід перевірити) на:
- генотоксичність — здатність впливати на спадковість, спричиняти небажані мутації. Небажані мутації проявляються унаслідок дії генотоксинів, які, зв'язуючись із ДНК, порушують структуру й функціонування генного апарату. Одночасно проводять дослідження з виявлення репродуктивної токсичності консервантів — зокрема, вивчають вплив консерванту на плідність і загальну здатність до продовження роду, на утробний і післяутробний розвиток.[3]
- канцерогенність — здатність сполук спричиняти розвиток різних пухлин. Ініціатори цих процесів переважно речовини, наділені генотоксичною дією, здатні модифікувати ДНК.[3] До цієї групи речовин належать формальдегід, фенол, нітрати й ін. Дослідження проводять на кількох поколіннях піддослідних тварин, вивчаючи виникнення мутацій у соматичних клітинах, виявляючи дефекти при розподілі клітин.

| Клас токсичності | Середня летальна доза, мг/кг |
| ---------------- | ---------------------------- |
| 1                | менше 5                      |
| 2                | 5-49                         |
| 3                | 50-499                       |
| 4                | 500-4999                     |
| 5                | Понад 5000                   |

Саліцилова кислота, бензойна кислота, п-оксибензойна кислота і її ефіри, які використовуються як консерванти, а також сульфіти й парабени можуть спричиняти алергічні реакції. Консерванти можуть застосовуватись у вигляді багатокомпонентних сумішей, у складі яких два і більше консерванти. Токсичність консервантів може зростати при їхньому спільному використанні й проявлятися в синергічному ефекті. Наприклад, поєднане використання бензойної кислоти й сульфіту призводить до підвищення токсичності, що перевищує дію цих речовин окремо.
Для найпоширеніших харчових додатків, використовуваних у Європейському союзі, були засновані і запроваджені коди харчових додатків — Е-номери, по числовому ряду яких консерванти, здебільшого, відповідають кодам E200—299. Величину допустимого добового надходження консервантів в організм людини встановлюють на основі токсикологічних досліджень Об'єднаний комітет експертів ФАО/ВООЗ (JECFA) і Наукова комісія з харчових добавок Європейського співтовариства (SCF). В Україні перелік дозволених консервантів регулюється постановами Кабінету міністрів.
| Консервант                    | Середня летальна доза, мг/кг | Клас токсичності | Допустиме добове надходження, мг/кг |
| ----------------------------- | ---------------------------- | ---------------- | ----------------------------------- |
| Мурашина кислота              | 1200                         | 4                | 3,0                                 |
| Бензойна кислота              | 3000                         | 4                | 5,0                                 |
| Дегідроцетова кислота         | 1000                         | 4                | -                                   |
| Дифеніл                       | 3000                         | 4                | -                                   |
| Етанол                        | 9500                         | 5                | -                                   |
| Ефіри-п-оксибензойної кислоти | 8000                         | 5                | 10,0                                |
| Хлорид натрію                 | 3750                         | 4                | -                                   |
| Нітрати                       | 6000                         | 5                | 5,0                                 |
| Нітрити                       | 200                          | 2                | 0,2                                 |
| о-Фенилфенол                  | 3000                         | 4                | 0,2                                 |
| Пімарицин                     | 1500                         | 4                | -                                   |
| Пропіонова кислота            | 4000                         | 4                | -                                   |
| Сахароза                      | 30000                        | 5                | -                                   |
| Саліцилова кислота            | 1100                         | 4                | -                                   |
| Діоксид сірки                 | 2000                         | 4                | -                                   |
| Сорбінова кислота             | 10000                        | 5                | 25,0                                |

## Список консервантів дозволених у Європейському Союзі
Список консервантів, дозволених у Європейському Союзі для застосування у харчових продуктах:
- E200 Сорбінова кислота
- E202 Сорбат калію
- E203 Сорбат кальцію
- E210 Бензойна кислота
- E211 Бензоат натрію
- E212 Бензоат калію
- E213 Бензоат кальцію
- E214 Етил-п-гідроксибензоат
- E215 Натрієва сіль етил-п-гідроксибензоату
- E216 Пропіл-п-гідроксибензоат
- E217 Натрієва сіль пропіл-п-гідроксибензоату
- E218 Метил-п-гідроксибензоат
- E219 Натрієва сіль метил-п-гідроксибензоату
- E220 Діоксид сірки
- E221 Сульфіт натрію
- E222 Гідросульфіт натрію
- E223 Піросульфіт натрію
- E224 Піросульфіт калію
- E226 Сульфіт кальцію
- E227 Гідросульфіт кальцію
- E228 Бісульфіт калію
- E230 Дифеніл (біфеніл)
- E231 о.Фенілфенол
- E232 о.Фенілфенолят натрію
- E233 Тіабендазол
- E234 Нізин
- E235 Натаміцин (пімарицин)
- E239 Гексаметилентетрамін
- E242 Диметилдикарбонат
- E249 Нітрит калію
- E250 Нітрит натрію
- E251 Нітрат натрію
- E252 Нітрат калію
- E260 Оцтова кислота
- E261 Ацетат калію
- E262 Ацетат натрію
- E263 Ацетат кальцію
- E270 Молочна кислота
- E280 Пропіонова кислота
- E281 Пропіонат натрію
- E282 Пропіонат кальцію
- E283 Пропіонат калію
- E284 Борна кислота
- E285 Тетраборат натрію (бура)
- E290 Діоксид вуглецю
- E941 Азот
- E1105 Лізоцим

## Консерванти в ковбасному виробництві
Проблему збереження якості та зменшення втрат ковбасних виробів в процесі їхнього виготовлення та зберігання вирішують шляхом впливу хімічними консервантами (для обробки поверхні) — солей молочної та дигідроцетової кислот, моногліцериду капрінової кислоти і гексаметафосфату натрію.
Нітрит натрію є невід'ємним інгредієнтом варених, півкопчених ковбас, сосисок і сардельок, м'ясної копченини. Він здавна використовувався (спочатку у вигляді селітри) для
надання ковбасам і копченині типового рожевого кольору. Під час термічного оброблення нітрит натрію взаємодіє з міоглобіном і гемоглобіном м'яса, у результаті чого утворюються так звані «нітрозопігменти», які і формують колір ковбаси.
Відомо, що альтернативою традиційному копченню, при виготовленні варено-копчених ковбас, є застосування бездимного копчення за допомогою коптильних середовищ з метою спрощення технологічного процесу, підвищення економічної рентабельності та отримання безпечної копченої продукції. Мутагенна активність копчених таким чином м'ясопродуктів, особливо ковбасних, досліджена недостатньо, що може бути пояснено складністю об'єкта дослідження, оскільки при виготовленні ковбас використовується не тільки коптильний дим (середовище), в якому міститься до 10 000 компонентів, але і фарш, що містить технологічні компоненти — харчові добавки: консерванти, барвники, антиоксиданти і т.і., так і контамінати (важкі метали, залишки пестицидів і ветеринарних препаратів, новоутворені сполуки — N-нітрозаміни і гетероциклічні аміни.

## Консерванти при обробці м'ясних туш
У м'ясній індустрії застосовують молочну кислоту у вигляді 2%-го розчину для оброблення поверхні туш забійних тварин, що дозволяє домогтися 1-3-го логарифмічного скорочення загального числа мікроорганізмів, у тому числі сальмонел і кишкової палички (колі-форми).

## Консерванти в кисломолочній продукції
Застосування консервантів для виробництва кисломолочних продуктів в Україні заборонено.